# Regione di Bagoué
La regione di Bagoué è una delle 31 regioni della Costa d'Avorio. Situata nel distretto di Savanes, ha per capoluogo la città di Boundiali ed è suddivisa  in tre dipartimenti: Boundiali, Kouto e Tengréla.
La popolazione censita nel 2014 era pari a  375.687 abitanti.